# Марандюк, Михаил Назарович
Михаил Назарович Марандюк (род. 17 января 1949, Новоселица) — украинский, ранее советский,  шахматный композитор; мастер спорта СССР (1978), международный гроссмейстер по шахматной композиции (2004). Инженер-механик.
С 1968 опубликовал свыше 500 задач всех жанров. На конкурсах удостоен свыше 260 отличий, в том числе 110 призов, из них 45 — первых.
Финалист 11—17-го личных чемпионатов СССР (1973—1987); 3-е место по разделу трёхходовок в 13-м (1981), 4-е по двухходовкам в 12-м (1976) и 13-м (1981), а также по многоходовкам в 17-м (1987). Победитель Пятого чемпионата мира в командном зачёте (WCCT—5, 1993—1997). Пятикратный чемпион мира в личном зачёте: WCCI—1 (1998—2000) в разделах трёхходовок и многоходовок, WCCI—2 (2001—2003) в разделе многоходовок, WCCI—3 (2004—2006) в разделах трёхходовок и многоходовок. Многократный чемпион Украины в личном зачёте.

## Задачи
|   | a | b | c | d | e | f | g | h |   |
| - | --- | --- | --- | --- | --- | --- | --- | --- | - |
| 8 | g8 белый конь · h8 белый ферзь · g7 белый король · a5 чёрная пешка · b5 чёрная пешка · c5 чёрная пешка · d5 белый слон · h4 белая ладья · e3 чёрная пешка · f3 чёрная пешка · g3 чёрный король · h3 чёрная пешка · d2 чёрная пешка · e2 чёрная пешка · f2 чёрный слон · g2 чёрная ладья · h2 чёрный ферзь · e1 чёрная ладья · f1 чёрный конь · h1 чёрный слон | g8 белый конь · h8 белый ферзь · g7 белый король · a5 чёрная пешка · b5 чёрная пешка · c5 чёрная пешка · d5 белый слон · h4 белая ладья · e3 чёрная пешка · f3 чёрная пешка · g3 чёрный король · h3 чёрная пешка · d2 чёрная пешка · e2 чёрная пешка · f2 чёрный слон · g2 чёрная ладья · h2 чёрный ферзь · e1 чёрная ладья · f1 чёрный конь · h1 чёрный слон | g8 белый конь · h8 белый ферзь · g7 белый король · a5 чёрная пешка · b5 чёрная пешка · c5 чёрная пешка · d5 белый слон · h4 белая ладья · e3 чёрная пешка · f3 чёрная пешка · g3 чёрный король · h3 чёрная пешка · d2 чёрная пешка · e2 чёрная пешка · f2 чёрный слон · g2 чёрная ладья · h2 чёрный ферзь · e1 чёрная ладья · f1 чёрный конь · h1 чёрный слон | g8 белый конь · h8 белый ферзь · g7 белый король · a5 чёрная пешка · b5 чёрная пешка · c5 чёрная пешка · d5 белый слон · h4 белая ладья · e3 чёрная пешка · f3 чёрная пешка · g3 чёрный король · h3 чёрная пешка · d2 чёрная пешка · e2 чёрная пешка · f2 чёрный слон · g2 чёрная ладья · h2 чёрный ферзь · e1 чёрная ладья · f1 чёрный конь · h1 чёрный слон | g8 белый конь · h8 белый ферзь · g7 белый король · a5 чёрная пешка · b5 чёрная пешка · c5 чёрная пешка · d5 белый слон · h4 белая ладья · e3 чёрная пешка · f3 чёрная пешка · g3 чёрный король · h3 чёрная пешка · d2 чёрная пешка · e2 чёрная пешка · f2 чёрный слон · g2 чёрная ладья · h2 чёрный ферзь · e1 чёрная ладья · f1 чёрный конь · h1 чёрный слон | g8 белый конь · h8 белый ферзь · g7 белый король · a5 чёрная пешка · b5 чёрная пешка · c5 чёрная пешка · d5 белый слон · h4 белая ладья · e3 чёрная пешка · f3 чёрная пешка · g3 чёрный король · h3 чёрная пешка · d2 чёрная пешка · e2 чёрная пешка · f2 чёрный слон · g2 чёрная ладья · h2 чёрный ферзь · e1 чёрная ладья · f1 чёрный конь · h1 чёрный слон | g8 белый конь · h8 белый ферзь · g7 белый король · a5 чёрная пешка · b5 чёрная пешка · c5 чёрная пешка · d5 белый слон · h4 белая ладья · e3 чёрная пешка · f3 чёрная пешка · g3 чёрный король · h3 чёрная пешка · d2 чёрная пешка · e2 чёрная пешка · f2 чёрный слон · g2 чёрная ладья · h2 чёрный ферзь · e1 чёрная ладья · f1 чёрный конь · h1 чёрный слон | g8 белый конь · h8 белый ферзь · g7 белый король · a5 чёрная пешка · b5 чёрная пешка · c5 чёрная пешка · d5 белый слон · h4 белая ладья · e3 чёрная пешка · f3 чёрная пешка · g3 чёрный король · h3 чёрная пешка · d2 чёрная пешка · e2 чёрная пешка · f2 чёрный слон · g2 чёрная ладья · h2 чёрный ферзь · e1 чёрная ладья · f1 чёрный конь · h1 чёрный слон | 8 |
| 7 | g8 белый конь · h8 белый ферзь · g7 белый король · a5 чёрная пешка · b5 чёрная пешка · c5 чёрная пешка · d5 белый слон · h4 белая ладья · e3 чёрная пешка · f3 чёрная пешка · g3 чёрный король · h3 чёрная пешка · d2 чёрная пешка · e2 чёрная пешка · f2 чёрный слон · g2 чёрная ладья · h2 чёрный ферзь · e1 чёрная ладья · f1 чёрный конь · h1 чёрный слон | g8 белый конь · h8 белый ферзь · g7 белый король · a5 чёрная пешка · b5 чёрная пешка · c5 чёрная пешка · d5 белый слон · h4 белая ладья · e3 чёрная пешка · f3 чёрная пешка · g3 чёрный король · h3 чёрная пешка · d2 чёрная пешка · e2 чёрная пешка · f2 чёрный слон · g2 чёрная ладья · h2 чёрный ферзь · e1 чёрная ладья · f1 чёрный конь · h1 чёрный слон | g8 белый конь · h8 белый ферзь · g7 белый король · a5 чёрная пешка · b5 чёрная пешка · c5 чёрная пешка · d5 белый слон · h4 белая ладья · e3 чёрная пешка · f3 чёрная пешка · g3 чёрный король · h3 чёрная пешка · d2 чёрная пешка · e2 чёрная пешка · f2 чёрный слон · g2 чёрная ладья · h2 чёрный ферзь · e1 чёрная ладья · f1 чёрный конь · h1 чёрный слон | g8 белый конь · h8 белый ферзь · g7 белый король · a5 чёрная пешка · b5 чёрная пешка · c5 чёрная пешка · d5 белый слон · h4 белая ладья · e3 чёрная пешка · f3 чёрная пешка · g3 чёрный король · h3 чёрная пешка · d2 чёрная пешка · e2 чёрная пешка · f2 чёрный слон · g2 чёрная ладья · h2 чёрный ферзь · e1 чёрная ладья · f1 чёрный конь · h1 чёрный слон | g8 белый конь · h8 белый ферзь · g7 белый король · a5 чёрная пешка · b5 чёрная пешка · c5 чёрная пешка · d5 белый слон · h4 белая ладья · e3 чёрная пешка · f3 чёрная пешка · g3 чёрный король · h3 чёрная пешка · d2 чёрная пешка · e2 чёрная пешка · f2 чёрный слон · g2 чёрная ладья · h2 чёрный ферзь · e1 чёрная ладья · f1 чёрный конь · h1 чёрный слон | g8 белый конь · h8 белый ферзь · g7 белый король · a5 чёрная пешка · b5 чёрная пешка · c5 чёрная пешка · d5 белый слон · h4 белая ладья · e3 чёрная пешка · f3 чёрная пешка · g3 чёрный король · h3 чёрная пешка · d2 чёрная пешка · e2 чёрная пешка · f2 чёрный слон · g2 чёрная ладья · h2 чёрный ферзь · e1 чёрная ладья · f1 чёрный конь · h1 чёрный слон | g8 белый конь · h8 белый ферзь · g7 белый король · a5 чёрная пешка · b5 чёрная пешка · c5 чёрная пешка · d5 белый слон · h4 белая ладья · e3 чёрная пешка · f3 чёрная пешка · g3 чёрный король · h3 чёрная пешка · d2 чёрная пешка · e2 чёрная пешка · f2 чёрный слон · g2 чёрная ладья · h2 чёрный ферзь · e1 чёрная ладья · f1 чёрный конь · h1 чёрный слон | g8 белый конь · h8 белый ферзь · g7 белый король · a5 чёрная пешка · b5 чёрная пешка · c5 чёрная пешка · d5 белый слон · h4 белая ладья · e3 чёрная пешка · f3 чёрная пешка · g3 чёрный король · h3 чёрная пешка · d2 чёрная пешка · e2 чёрная пешка · f2 чёрный слон · g2 чёрная ладья · h2 чёрный ферзь · e1 чёрная ладья · f1 чёрный конь · h1 чёрный слон | 7 |
| 6 | g8 белый конь · h8 белый ферзь · g7 белый король · a5 чёрная пешка · b5 чёрная пешка · c5 чёрная пешка · d5 белый слон · h4 белая ладья · e3 чёрная пешка · f3 чёрная пешка · g3 чёрный король · h3 чёрная пешка · d2 чёрная пешка · e2 чёрная пешка · f2 чёрный слон · g2 чёрная ладья · h2 чёрный ферзь · e1 чёрная ладья · f1 чёрный конь · h1 чёрный слон | g8 белый конь · h8 белый ферзь · g7 белый король · a5 чёрная пешка · b5 чёрная пешка · c5 чёрная пешка · d5 белый слон · h4 белая ладья · e3 чёрная пешка · f3 чёрная пешка · g3 чёрный король · h3 чёрная пешка · d2 чёрная пешка · e2 чёрная пешка · f2 чёрный слон · g2 чёрная ладья · h2 чёрный ферзь · e1 чёрная ладья · f1 чёрный конь · h1 чёрный слон | g8 белый конь · h8 белый ферзь · g7 белый король · a5 чёрная пешка · b5 чёрная пешка · c5 чёрная пешка · d5 белый слон · h4 белая ладья · e3 чёрная пешка · f3 чёрная пешка · g3 чёрный король · h3 чёрная пешка · d2 чёрная пешка · e2 чёрная пешка · f2 чёрный слон · g2 чёрная ладья · h2 чёрный ферзь · e1 чёрная ладья · f1 чёрный конь · h1 чёрный слон | g8 белый конь · h8 белый ферзь · g7 белый король · a5 чёрная пешка · b5 чёрная пешка · c5 чёрная пешка · d5 белый слон · h4 белая ладья · e3 чёрная пешка · f3 чёрная пешка · g3 чёрный король · h3 чёрная пешка · d2 чёрная пешка · e2 чёрная пешка · f2 чёрный слон · g2 чёрная ладья · h2 чёрный ферзь · e1 чёрная ладья · f1 чёрный конь · h1 чёрный слон | g8 белый конь · h8 белый ферзь · g7 белый король · a5 чёрная пешка · b5 чёрная пешка · c5 чёрная пешка · d5 белый слон · h4 белая ладья · e3 чёрная пешка · f3 чёрная пешка · g3 чёрный король · h3 чёрная пешка · d2 чёрная пешка · e2 чёрная пешка · f2 чёрный слон · g2 чёрная ладья · h2 чёрный ферзь · e1 чёрная ладья · f1 чёрный конь · h1 чёрный слон | g8 белый конь · h8 белый ферзь · g7 белый король · a5 чёрная пешка · b5 чёрная пешка · c5 чёрная пешка · d5 белый слон · h4 белая ладья · e3 чёрная пешка · f3 чёрная пешка · g3 чёрный король · h3 чёрная пешка · d2 чёрная пешка · e2 чёрная пешка · f2 чёрный слон · g2 чёрная ладья · h2 чёрный ферзь · e1 чёрная ладья · f1 чёрный конь · h1 чёрный слон | g8 белый конь · h8 белый ферзь · g7 белый король · a5 чёрная пешка · b5 чёрная пешка · c5 чёрная пешка · d5 белый слон · h4 белая ладья · e3 чёрная пешка · f3 чёрная пешка · g3 чёрный король · h3 чёрная пешка · d2 чёрная пешка · e2 чёрная пешка · f2 чёрный слон · g2 чёрная ладья · h2 чёрный ферзь · e1 чёрная ладья · f1 чёрный конь · h1 чёрный слон | g8 белый конь · h8 белый ферзь · g7 белый король · a5 чёрная пешка · b5 чёрная пешка · c5 чёрная пешка · d5 белый слон · h4 белая ладья · e3 чёрная пешка · f3 чёрная пешка · g3 чёрный король · h3 чёрная пешка · d2 чёрная пешка · e2 чёрная пешка · f2 чёрный слон · g2 чёрная ладья · h2 чёрный ферзь · e1 чёрная ладья · f1 чёрный конь · h1 чёрный слон | 6 |
| 5 | g8 белый конь · h8 белый ферзь · g7 белый король · a5 чёрная пешка · b5 чёрная пешка · c5 чёрная пешка · d5 белый слон · h4 белая ладья · e3 чёрная пешка · f3 чёрная пешка · g3 чёрный король · h3 чёрная пешка · d2 чёрная пешка · e2 чёрная пешка · f2 чёрный слон · g2 чёрная ладья · h2 чёрный ферзь · e1 чёрная ладья · f1 чёрный конь · h1 чёрный слон | g8 белый конь · h8 белый ферзь · g7 белый король · a5 чёрная пешка · b5 чёрная пешка · c5 чёрная пешка · d5 белый слон · h4 белая ладья · e3 чёрная пешка · f3 чёрная пешка · g3 чёрный король · h3 чёрная пешка · d2 чёрная пешка · e2 чёрная пешка · f2 чёрный слон · g2 чёрная ладья · h2 чёрный ферзь · e1 чёрная ладья · f1 чёрный конь · h1 чёрный слон | g8 белый конь · h8 белый ферзь · g7 белый король · a5 чёрная пешка · b5 чёрная пешка · c5 чёрная пешка · d5 белый слон · h4 белая ладья · e3 чёрная пешка · f3 чёрная пешка · g3 чёрный король · h3 чёрная пешка · d2 чёрная пешка · e2 чёрная пешка · f2 чёрный слон · g2 чёрная ладья · h2 чёрный ферзь · e1 чёрная ладья · f1 чёрный конь · h1 чёрный слон | g8 белый конь · h8 белый ферзь · g7 белый король · a5 чёрная пешка · b5 чёрная пешка · c5 чёрная пешка · d5 белый слон · h4 белая ладья · e3 чёрная пешка · f3 чёрная пешка · g3 чёрный король · h3 чёрная пешка · d2 чёрная пешка · e2 чёрная пешка · f2 чёрный слон · g2 чёрная ладья · h2 чёрный ферзь · e1 чёрная ладья · f1 чёрный конь · h1 чёрный слон | g8 белый конь · h8 белый ферзь · g7 белый король · a5 чёрная пешка · b5 чёрная пешка · c5 чёрная пешка · d5 белый слон · h4 белая ладья · e3 чёрная пешка · f3 чёрная пешка · g3 чёрный король · h3 чёрная пешка · d2 чёрная пешка · e2 чёрная пешка · f2 чёрный слон · g2 чёрная ладья · h2 чёрный ферзь · e1 чёрная ладья · f1 чёрный конь · h1 чёрный слон | g8 белый конь · h8 белый ферзь · g7 белый король · a5 чёрная пешка · b5 чёрная пешка · c5 чёрная пешка · d5 белый слон · h4 белая ладья · e3 чёрная пешка · f3 чёрная пешка · g3 чёрный король · h3 чёрная пешка · d2 чёрная пешка · e2 чёрная пешка · f2 чёрный слон · g2 чёрная ладья · h2 чёрный ферзь · e1 чёрная ладья · f1 чёрный конь · h1 чёрный слон | g8 белый конь · h8 белый ферзь · g7 белый король · a5 чёрная пешка · b5 чёрная пешка · c5 чёрная пешка · d5 белый слон · h4 белая ладья · e3 чёрная пешка · f3 чёрная пешка · g3 чёрный король · h3 чёрная пешка · d2 чёрная пешка · e2 чёрная пешка · f2 чёрный слон · g2 чёрная ладья · h2 чёрный ферзь · e1 чёрная ладья · f1 чёрный конь · h1 чёрный слон | g8 белый конь · h8 белый ферзь · g7 белый король · a5 чёрная пешка · b5 чёрная пешка · c5 чёрная пешка · d5 белый слон · h4 белая ладья · e3 чёрная пешка · f3 чёрная пешка · g3 чёрный король · h3 чёрная пешка · d2 чёрная пешка · e2 чёрная пешка · f2 чёрный слон · g2 чёрная ладья · h2 чёрный ферзь · e1 чёрная ладья · f1 чёрный конь · h1 чёрный слон | 5 |
| 4 | g8 белый конь · h8 белый ферзь · g7 белый король · a5 чёрная пешка · b5 чёрная пешка · c5 чёрная пешка · d5 белый слон · h4 белая ладья · e3 чёрная пешка · f3 чёрная пешка · g3 чёрный король · h3 чёрная пешка · d2 чёрная пешка · e2 чёрная пешка · f2 чёрный слон · g2 чёрная ладья · h2 чёрный ферзь · e1 чёрная ладья · f1 чёрный конь · h1 чёрный слон | g8 белый конь · h8 белый ферзь · g7 белый король · a5 чёрная пешка · b5 чёрная пешка · c5 чёрная пешка · d5 белый слон · h4 белая ладья · e3 чёрная пешка · f3 чёрная пешка · g3 чёрный король · h3 чёрная пешка · d2 чёрная пешка · e2 чёрная пешка · f2 чёрный слон · g2 чёрная ладья · h2 чёрный ферзь · e1 чёрная ладья · f1 чёрный конь · h1 чёрный слон | g8 белый конь · h8 белый ферзь · g7 белый король · a5 чёрная пешка · b5 чёрная пешка · c5 чёрная пешка · d5 белый слон · h4 белая ладья · e3 чёрная пешка · f3 чёрная пешка · g3 чёрный король · h3 чёрная пешка · d2 чёрная пешка · e2 чёрная пешка · f2 чёрный слон · g2 чёрная ладья · h2 чёрный ферзь · e1 чёрная ладья · f1 чёрный конь · h1 чёрный слон | g8 белый конь · h8 белый ферзь · g7 белый король · a5 чёрная пешка · b5 чёрная пешка · c5 чёрная пешка · d5 белый слон · h4 белая ладья · e3 чёрная пешка · f3 чёрная пешка · g3 чёрный король · h3 чёрная пешка · d2 чёрная пешка · e2 чёрная пешка · f2 чёрный слон · g2 чёрная ладья · h2 чёрный ферзь · e1 чёрная ладья · f1 чёрный конь · h1 чёрный слон | g8 белый конь · h8 белый ферзь · g7 белый король · a5 чёрная пешка · b5 чёрная пешка · c5 чёрная пешка · d5 белый слон · h4 белая ладья · e3 чёрная пешка · f3 чёрная пешка · g3 чёрный король · h3 чёрная пешка · d2 чёрная пешка · e2 чёрная пешка · f2 чёрный слон · g2 чёрная ладья · h2 чёрный ферзь · e1 чёрная ладья · f1 чёрный конь · h1 чёрный слон | g8 белый конь · h8 белый ферзь · g7 белый король · a5 чёрная пешка · b5 чёрная пешка · c5 чёрная пешка · d5 белый слон · h4 белая ладья · e3 чёрная пешка · f3 чёрная пешка · g3 чёрный король · h3 чёрная пешка · d2 чёрная пешка · e2 чёрная пешка · f2 чёрный слон · g2 чёрная ладья · h2 чёрный ферзь · e1 чёрная ладья · f1 чёрный конь · h1 чёрный слон | g8 белый конь · h8 белый ферзь · g7 белый король · a5 чёрная пешка · b5 чёрная пешка · c5 чёрная пешка · d5 белый слон · h4 белая ладья · e3 чёрная пешка · f3 чёрная пешка · g3 чёрный король · h3 чёрная пешка · d2 чёрная пешка · e2 чёрная пешка · f2 чёрный слон · g2 чёрная ладья · h2 чёрный ферзь · e1 чёрная ладья · f1 чёрный конь · h1 чёрный слон | g8 белый конь · h8 белый ферзь · g7 белый король · a5 чёрная пешка · b5 чёрная пешка · c5 чёрная пешка · d5 белый слон · h4 белая ладья · e3 чёрная пешка · f3 чёрная пешка · g3 чёрный король · h3 чёрная пешка · d2 чёрная пешка · e2 чёрная пешка · f2 чёрный слон · g2 чёрная ладья · h2 чёрный ферзь · e1 чёрная ладья · f1 чёрный конь · h1 чёрный слон | 4 |
| 3 | g8 белый конь · h8 белый ферзь · g7 белый король · a5 чёрная пешка · b5 чёрная пешка · c5 чёрная пешка · d5 белый слон · h4 белая ладья · e3 чёрная пешка · f3 чёрная пешка · g3 чёрный король · h3 чёрная пешка · d2 чёрная пешка · e2 чёрная пешка · f2 чёрный слон · g2 чёрная ладья · h2 чёрный ферзь · e1 чёрная ладья · f1 чёрный конь · h1 чёрный слон | g8 белый конь · h8 белый ферзь · g7 белый король · a5 чёрная пешка · b5 чёрная пешка · c5 чёрная пешка · d5 белый слон · h4 белая ладья · e3 чёрная пешка · f3 чёрная пешка · g3 чёрный король · h3 чёрная пешка · d2 чёрная пешка · e2 чёрная пешка · f2 чёрный слон · g2 чёрная ладья · h2 чёрный ферзь · e1 чёрная ладья · f1 чёрный конь · h1 чёрный слон | g8 белый конь · h8 белый ферзь · g7 белый король · a5 чёрная пешка · b5 чёрная пешка · c5 чёрная пешка · d5 белый слон · h4 белая ладья · e3 чёрная пешка · f3 чёрная пешка · g3 чёрный король · h3 чёрная пешка · d2 чёрная пешка · e2 чёрная пешка · f2 чёрный слон · g2 чёрная ладья · h2 чёрный ферзь · e1 чёрная ладья · f1 чёрный конь · h1 чёрный слон | g8 белый конь · h8 белый ферзь · g7 белый король · a5 чёрная пешка · b5 чёрная пешка · c5 чёрная пешка · d5 белый слон · h4 белая ладья · e3 чёрная пешка · f3 чёрная пешка · g3 чёрный король · h3 чёрная пешка · d2 чёрная пешка · e2 чёрная пешка · f2 чёрный слон · g2 чёрная ладья · h2 чёрный ферзь · e1 чёрная ладья · f1 чёрный конь · h1 чёрный слон | g8 белый конь · h8 белый ферзь · g7 белый король · a5 чёрная пешка · b5 чёрная пешка · c5 чёрная пешка · d5 белый слон · h4 белая ладья · e3 чёрная пешка · f3 чёрная пешка · g3 чёрный король · h3 чёрная пешка · d2 чёрная пешка · e2 чёрная пешка · f2 чёрный слон · g2 чёрная ладья · h2 чёрный ферзь · e1 чёрная ладья · f1 чёрный конь · h1 чёрный слон | g8 белый конь · h8 белый ферзь · g7 белый король · a5 чёрная пешка · b5 чёрная пешка · c5 чёрная пешка · d5 белый слон · h4 белая ладья · e3 чёрная пешка · f3 чёрная пешка · g3 чёрный король · h3 чёрная пешка · d2 чёрная пешка · e2 чёрная пешка · f2 чёрный слон · g2 чёрная ладья · h2 чёрный ферзь · e1 чёрная ладья · f1 чёрный конь · h1 чёрный слон | g8 белый конь · h8 белый ферзь · g7 белый король · a5 чёрная пешка · b5 чёрная пешка · c5 чёрная пешка · d5 белый слон · h4 белая ладья · e3 чёрная пешка · f3 чёрная пешка · g3 чёрный король · h3 чёрная пешка · d2 чёрная пешка · e2 чёрная пешка · f2 чёрный слон · g2 чёрная ладья · h2 чёрный ферзь · e1 чёрная ладья · f1 чёрный конь · h1 чёрный слон | g8 белый конь · h8 белый ферзь · g7 белый король · a5 чёрная пешка · b5 чёрная пешка · c5 чёрная пешка · d5 белый слон · h4 белая ладья · e3 чёрная пешка · f3 чёрная пешка · g3 чёрный король · h3 чёрная пешка · d2 чёрная пешка · e2 чёрная пешка · f2 чёрный слон · g2 чёрная ладья · h2 чёрный ферзь · e1 чёрная ладья · f1 чёрный конь · h1 чёрный слон | 3 |
| 2 | g8 белый конь · h8 белый ферзь · g7 белый король · a5 чёрная пешка · b5 чёрная пешка · c5 чёрная пешка · d5 белый слон · h4 белая ладья · e3 чёрная пешка · f3 чёрная пешка · g3 чёрный король · h3 чёрная пешка · d2 чёрная пешка · e2 чёрная пешка · f2 чёрный слон · g2 чёрная ладья · h2 чёрный ферзь · e1 чёрная ладья · f1 чёрный конь · h1 чёрный слон | g8 белый конь · h8 белый ферзь · g7 белый король · a5 чёрная пешка · b5 чёрная пешка · c5 чёрная пешка · d5 белый слон · h4 белая ладья · e3 чёрная пешка · f3 чёрная пешка · g3 чёрный король · h3 чёрная пешка · d2 чёрная пешка · e2 чёрная пешка · f2 чёрный слон · g2 чёрная ладья · h2 чёрный ферзь · e1 чёрная ладья · f1 чёрный конь · h1 чёрный слон | g8 белый конь · h8 белый ферзь · g7 белый король · a5 чёрная пешка · b5 чёрная пешка · c5 чёрная пешка · d5 белый слон · h4 белая ладья · e3 чёрная пешка · f3 чёрная пешка · g3 чёрный король · h3 чёрная пешка · d2 чёрная пешка · e2 чёрная пешка · f2 чёрный слон · g2 чёрная ладья · h2 чёрный ферзь · e1 чёрная ладья · f1 чёрный конь · h1 чёрный слон | g8 белый конь · h8 белый ферзь · g7 белый король · a5 чёрная пешка · b5 чёрная пешка · c5 чёрная пешка · d5 белый слон · h4 белая ладья · e3 чёрная пешка · f3 чёрная пешка · g3 чёрный король · h3 чёрная пешка · d2 чёрная пешка · e2 чёрная пешка · f2 чёрный слон · g2 чёрная ладья · h2 чёрный ферзь · e1 чёрная ладья · f1 чёрный конь · h1 чёрный слон | g8 белый конь · h8 белый ферзь · g7 белый король · a5 чёрная пешка · b5 чёрная пешка · c5 чёрная пешка · d5 белый слон · h4 белая ладья · e3 чёрная пешка · f3 чёрная пешка · g3 чёрный король · h3 чёрная пешка · d2 чёрная пешка · e2 чёрная пешка · f2 чёрный слон · g2 чёрная ладья · h2 чёрный ферзь · e1 чёрная ладья · f1 чёрный конь · h1 чёрный слон | g8 белый конь · h8 белый ферзь · g7 белый король · a5 чёрная пешка · b5 чёрная пешка · c5 чёрная пешка · d5 белый слон · h4 белая ладья · e3 чёрная пешка · f3 чёрная пешка · g3 чёрный король · h3 чёрная пешка · d2 чёрная пешка · e2 чёрная пешка · f2 чёрный слон · g2 чёрная ладья · h2 чёрный ферзь · e1 чёрная ладья · f1 чёрный конь · h1 чёрный слон | g8 белый конь · h8 белый ферзь · g7 белый король · a5 чёрная пешка · b5 чёрная пешка · c5 чёрная пешка · d5 белый слон · h4 белая ладья · e3 чёрная пешка · f3 чёрная пешка · g3 чёрный король · h3 чёрная пешка · d2 чёрная пешка · e2 чёрная пешка · f2 чёрный слон · g2 чёрная ладья · h2 чёрный ферзь · e1 чёрная ладья · f1 чёрный конь · h1 чёрный слон | g8 белый конь · h8 белый ферзь · g7 белый король · a5 чёрная пешка · b5 чёрная пешка · c5 чёрная пешка · d5 белый слон · h4 белая ладья · e3 чёрная пешка · f3 чёрная пешка · g3 чёрный король · h3 чёрная пешка · d2 чёрная пешка · e2 чёрная пешка · f2 чёрный слон · g2 чёрная ладья · h2 чёрный ферзь · e1 чёрная ладья · f1 чёрный конь · h1 чёрный слон | 2 |
| 1 | g8 белый конь · h8 белый ферзь · g7 белый король · a5 чёрная пешка · b5 чёрная пешка · c5 чёрная пешка · d5 белый слон · h4 белая ладья · e3 чёрная пешка · f3 чёрная пешка · g3 чёрный король · h3 чёрная пешка · d2 чёрная пешка · e2 чёрная пешка · f2 чёрный слон · g2 чёрная ладья · h2 чёрный ферзь · e1 чёрная ладья · f1 чёрный конь · h1 чёрный слон | g8 белый конь · h8 белый ферзь · g7 белый король · a5 чёрная пешка · b5 чёрная пешка · c5 чёрная пешка · d5 белый слон · h4 белая ладья · e3 чёрная пешка · f3 чёрная пешка · g3 чёрный король · h3 чёрная пешка · d2 чёрная пешка · e2 чёрная пешка · f2 чёрный слон · g2 чёрная ладья · h2 чёрный ферзь · e1 чёрная ладья · f1 чёрный конь · h1 чёрный слон | g8 белый конь · h8 белый ферзь · g7 белый король · a5 чёрная пешка · b5 чёрная пешка · c5 чёрная пешка · d5 белый слон · h4 белая ладья · e3 чёрная пешка · f3 чёрная пешка · g3 чёрный король · h3 чёрная пешка · d2 чёрная пешка · e2 чёрная пешка · f2 чёрный слон · g2 чёрная ладья · h2 чёрный ферзь · e1 чёрная ладья · f1 чёрный конь · h1 чёрный слон | g8 белый конь · h8 белый ферзь · g7 белый король · a5 чёрная пешка · b5 чёрная пешка · c5 чёрная пешка · d5 белый слон · h4 белая ладья · e3 чёрная пешка · f3 чёрная пешка · g3 чёрный король · h3 чёрная пешка · d2 чёрная пешка · e2 чёрная пешка · f2 чёрный слон · g2 чёрная ладья · h2 чёрный ферзь · e1 чёрная ладья · f1 чёрный конь · h1 чёрный слон | g8 белый конь · h8 белый ферзь · g7 белый король · a5 чёрная пешка · b5 чёрная пешка · c5 чёрная пешка · d5 белый слон · h4 белая ладья · e3 чёрная пешка · f3 чёрная пешка · g3 чёрный король · h3 чёрная пешка · d2 чёрная пешка · e2 чёрная пешка · f2 чёрный слон · g2 чёрная ладья · h2 чёрный ферзь · e1 чёрная ладья · f1 чёрный конь · h1 чёрный слон | g8 белый конь · h8 белый ферзь · g7 белый король · a5 чёрная пешка · b5 чёрная пешка · c5 чёрная пешка · d5 белый слон · h4 белая ладья · e3 чёрная пешка · f3 чёрная пешка · g3 чёрный король · h3 чёрная пешка · d2 чёрная пешка · e2 чёрная пешка · f2 чёрный слон · g2 чёрная ладья · h2 чёрный ферзь · e1 чёрная ладья · f1 чёрный конь · h1 чёрный слон | g8 белый конь · h8 белый ферзь · g7 белый король · a5 чёрная пешка · b5 чёрная пешка · c5 чёрная пешка · d5 белый слон · h4 белая ладья · e3 чёрная пешка · f3 чёрная пешка · g3 чёрный король · h3 чёрная пешка · d2 чёрная пешка · e2 чёрная пешка · f2 чёрный слон · g2 чёрная ладья · h2 чёрный ферзь · e1 чёрная ладья · f1 чёрный конь · h1 чёрный слон | g8 белый конь · h8 белый ферзь · g7 белый король · a5 чёрная пешка · b5 чёрная пешка · c5 чёрная пешка · d5 белый слон · h4 белая ладья · e3 чёрная пешка · f3 чёрная пешка · g3 чёрный король · h3 чёрная пешка · d2 чёрная пешка · e2 чёрная пешка · f2 чёрный слон · g2 чёрная ладья · h2 чёрный ферзь · e1 чёрная ладья · f1 чёрный конь · h1 чёрный слон | 1 |
|   | a | b | c | d | e | f | g | h |   |

1.Фh6? Cg1!

1.Kf6? Фg1!
1.Kpf8! угроза 2.Ле4 с угрозами 3.Фе5, Фh4, Фg7#

2...Фg1 3.Фе5#, 2...Cg1 3.Фh4#, 2...Лg1 3.Фg7#

1…Фg1 2.Фh6! угроза 3.Фf4#,

2…Лh2 3.Фg5#, (2…Kph2 3.Л:h3#),

1…Cg1 2.Kf6! угроза 3.Ке4#,

2…Лf2 3.Лg4#,

1…Лg1 2.Фf6! угроза 3.Фg5#,

2…Фg2 3.Фf4#, (2…Kpg2 3.Ф:f3).
Взаимная обструкция трёх чёрных фигур на одном поле. 
|   | a | b | c | d | e | f | g | h |   |
| - | --- | --- | --- | --- | --- | --- | --- | --- | - |
| 8 | d7 белый ферзь · f7 чёрная пешка · g7 чёрная пешка · h7 белый слон · b6 чёрный слон · c6 белая ладья · f6 белая пешка · g6 белый конь · h6 чёрная пешка · b5 чёрная ладья · e5 чёрная пешка · e4 чёрный король · f4 белый слон · h4 белый король · a3 чёрный конь · f3 белый конь · g3 белая ладья · a2 чёрная ладья · e2 чёрная пешка · g2 белая пешка · h2 чёрный конь · b1 чёрный ферзь | d7 белый ферзь · f7 чёрная пешка · g7 чёрная пешка · h7 белый слон · b6 чёрный слон · c6 белая ладья · f6 белая пешка · g6 белый конь · h6 чёрная пешка · b5 чёрная ладья · e5 чёрная пешка · e4 чёрный король · f4 белый слон · h4 белый король · a3 чёрный конь · f3 белый конь · g3 белая ладья · a2 чёрная ладья · e2 чёрная пешка · g2 белая пешка · h2 чёрный конь · b1 чёрный ферзь | d7 белый ферзь · f7 чёрная пешка · g7 чёрная пешка · h7 белый слон · b6 чёрный слон · c6 белая ладья · f6 белая пешка · g6 белый конь · h6 чёрная пешка · b5 чёрная ладья · e5 чёрная пешка · e4 чёрный король · f4 белый слон · h4 белый король · a3 чёрный конь · f3 белый конь · g3 белая ладья · a2 чёрная ладья · e2 чёрная пешка · g2 белая пешка · h2 чёрный конь · b1 чёрный ферзь | d7 белый ферзь · f7 чёрная пешка · g7 чёрная пешка · h7 белый слон · b6 чёрный слон · c6 белая ладья · f6 белая пешка · g6 белый конь · h6 чёрная пешка · b5 чёрная ладья · e5 чёрная пешка · e4 чёрный король · f4 белый слон · h4 белый король · a3 чёрный конь · f3 белый конь · g3 белая ладья · a2 чёрная ладья · e2 чёрная пешка · g2 белая пешка · h2 чёрный конь · b1 чёрный ферзь | d7 белый ферзь · f7 чёрная пешка · g7 чёрная пешка · h7 белый слон · b6 чёрный слон · c6 белая ладья · f6 белая пешка · g6 белый конь · h6 чёрная пешка · b5 чёрная ладья · e5 чёрная пешка · e4 чёрный король · f4 белый слон · h4 белый король · a3 чёрный конь · f3 белый конь · g3 белая ладья · a2 чёрная ладья · e2 чёрная пешка · g2 белая пешка · h2 чёрный конь · b1 чёрный ферзь | d7 белый ферзь · f7 чёрная пешка · g7 чёрная пешка · h7 белый слон · b6 чёрный слон · c6 белая ладья · f6 белая пешка · g6 белый конь · h6 чёрная пешка · b5 чёрная ладья · e5 чёрная пешка · e4 чёрный король · f4 белый слон · h4 белый король · a3 чёрный конь · f3 белый конь · g3 белая ладья · a2 чёрная ладья · e2 чёрная пешка · g2 белая пешка · h2 чёрный конь · b1 чёрный ферзь | d7 белый ферзь · f7 чёрная пешка · g7 чёрная пешка · h7 белый слон · b6 чёрный слон · c6 белая ладья · f6 белая пешка · g6 белый конь · h6 чёрная пешка · b5 чёрная ладья · e5 чёрная пешка · e4 чёрный король · f4 белый слон · h4 белый король · a3 чёрный конь · f3 белый конь · g3 белая ладья · a2 чёрная ладья · e2 чёрная пешка · g2 белая пешка · h2 чёрный конь · b1 чёрный ферзь | d7 белый ферзь · f7 чёрная пешка · g7 чёрная пешка · h7 белый слон · b6 чёрный слон · c6 белая ладья · f6 белая пешка · g6 белый конь · h6 чёрная пешка · b5 чёрная ладья · e5 чёрная пешка · e4 чёрный король · f4 белый слон · h4 белый король · a3 чёрный конь · f3 белый конь · g3 белая ладья · a2 чёрная ладья · e2 чёрная пешка · g2 белая пешка · h2 чёрный конь · b1 чёрный ферзь | 8 |
| 7 | d7 белый ферзь · f7 чёрная пешка · g7 чёрная пешка · h7 белый слон · b6 чёрный слон · c6 белая ладья · f6 белая пешка · g6 белый конь · h6 чёрная пешка · b5 чёрная ладья · e5 чёрная пешка · e4 чёрный король · f4 белый слон · h4 белый король · a3 чёрный конь · f3 белый конь · g3 белая ладья · a2 чёрная ладья · e2 чёрная пешка · g2 белая пешка · h2 чёрный конь · b1 чёрный ферзь | d7 белый ферзь · f7 чёрная пешка · g7 чёрная пешка · h7 белый слон · b6 чёрный слон · c6 белая ладья · f6 белая пешка · g6 белый конь · h6 чёрная пешка · b5 чёрная ладья · e5 чёрная пешка · e4 чёрный король · f4 белый слон · h4 белый король · a3 чёрный конь · f3 белый конь · g3 белая ладья · a2 чёрная ладья · e2 чёрная пешка · g2 белая пешка · h2 чёрный конь · b1 чёрный ферзь | d7 белый ферзь · f7 чёрная пешка · g7 чёрная пешка · h7 белый слон · b6 чёрный слон · c6 белая ладья · f6 белая пешка · g6 белый конь · h6 чёрная пешка · b5 чёрная ладья · e5 чёрная пешка · e4 чёрный король · f4 белый слон · h4 белый король · a3 чёрный конь · f3 белый конь · g3 белая ладья · a2 чёрная ладья · e2 чёрная пешка · g2 белая пешка · h2 чёрный конь · b1 чёрный ферзь | d7 белый ферзь · f7 чёрная пешка · g7 чёрная пешка · h7 белый слон · b6 чёрный слон · c6 белая ладья · f6 белая пешка · g6 белый конь · h6 чёрная пешка · b5 чёрная ладья · e5 чёрная пешка · e4 чёрный король · f4 белый слон · h4 белый король · a3 чёрный конь · f3 белый конь · g3 белая ладья · a2 чёрная ладья · e2 чёрная пешка · g2 белая пешка · h2 чёрный конь · b1 чёрный ферзь | d7 белый ферзь · f7 чёрная пешка · g7 чёрная пешка · h7 белый слон · b6 чёрный слон · c6 белая ладья · f6 белая пешка · g6 белый конь · h6 чёрная пешка · b5 чёрная ладья · e5 чёрная пешка · e4 чёрный король · f4 белый слон · h4 белый король · a3 чёрный конь · f3 белый конь · g3 белая ладья · a2 чёрная ладья · e2 чёрная пешка · g2 белая пешка · h2 чёрный конь · b1 чёрный ферзь | d7 белый ферзь · f7 чёрная пешка · g7 чёрная пешка · h7 белый слон · b6 чёрный слон · c6 белая ладья · f6 белая пешка · g6 белый конь · h6 чёрная пешка · b5 чёрная ладья · e5 чёрная пешка · e4 чёрный король · f4 белый слон · h4 белый король · a3 чёрный конь · f3 белый конь · g3 белая ладья · a2 чёрная ладья · e2 чёрная пешка · g2 белая пешка · h2 чёрный конь · b1 чёрный ферзь | d7 белый ферзь · f7 чёрная пешка · g7 чёрная пешка · h7 белый слон · b6 чёрный слон · c6 белая ладья · f6 белая пешка · g6 белый конь · h6 чёрная пешка · b5 чёрная ладья · e5 чёрная пешка · e4 чёрный король · f4 белый слон · h4 белый король · a3 чёрный конь · f3 белый конь · g3 белая ладья · a2 чёрная ладья · e2 чёрная пешка · g2 белая пешка · h2 чёрный конь · b1 чёрный ферзь | d7 белый ферзь · f7 чёрная пешка · g7 чёрная пешка · h7 белый слон · b6 чёрный слон · c6 белая ладья · f6 белая пешка · g6 белый конь · h6 чёрная пешка · b5 чёрная ладья · e5 чёрная пешка · e4 чёрный король · f4 белый слон · h4 белый король · a3 чёрный конь · f3 белый конь · g3 белая ладья · a2 чёрная ладья · e2 чёрная пешка · g2 белая пешка · h2 чёрный конь · b1 чёрный ферзь | 7 |
| 6 | d7 белый ферзь · f7 чёрная пешка · g7 чёрная пешка · h7 белый слон · b6 чёрный слон · c6 белая ладья · f6 белая пешка · g6 белый конь · h6 чёрная пешка · b5 чёрная ладья · e5 чёрная пешка · e4 чёрный король · f4 белый слон · h4 белый король · a3 чёрный конь · f3 белый конь · g3 белая ладья · a2 чёрная ладья · e2 чёрная пешка · g2 белая пешка · h2 чёрный конь · b1 чёрный ферзь | d7 белый ферзь · f7 чёрная пешка · g7 чёрная пешка · h7 белый слон · b6 чёрный слон · c6 белая ладья · f6 белая пешка · g6 белый конь · h6 чёрная пешка · b5 чёрная ладья · e5 чёрная пешка · e4 чёрный король · f4 белый слон · h4 белый король · a3 чёрный конь · f3 белый конь · g3 белая ладья · a2 чёрная ладья · e2 чёрная пешка · g2 белая пешка · h2 чёрный конь · b1 чёрный ферзь | d7 белый ферзь · f7 чёрная пешка · g7 чёрная пешка · h7 белый слон · b6 чёрный слон · c6 белая ладья · f6 белая пешка · g6 белый конь · h6 чёрная пешка · b5 чёрная ладья · e5 чёрная пешка · e4 чёрный король · f4 белый слон · h4 белый король · a3 чёрный конь · f3 белый конь · g3 белая ладья · a2 чёрная ладья · e2 чёрная пешка · g2 белая пешка · h2 чёрный конь · b1 чёрный ферзь | d7 белый ферзь · f7 чёрная пешка · g7 чёрная пешка · h7 белый слон · b6 чёрный слон · c6 белая ладья · f6 белая пешка · g6 белый конь · h6 чёрная пешка · b5 чёрная ладья · e5 чёрная пешка · e4 чёрный король · f4 белый слон · h4 белый король · a3 чёрный конь · f3 белый конь · g3 белая ладья · a2 чёрная ладья · e2 чёрная пешка · g2 белая пешка · h2 чёрный конь · b1 чёрный ферзь | d7 белый ферзь · f7 чёрная пешка · g7 чёрная пешка · h7 белый слон · b6 чёрный слон · c6 белая ладья · f6 белая пешка · g6 белый конь · h6 чёрная пешка · b5 чёрная ладья · e5 чёрная пешка · e4 чёрный король · f4 белый слон · h4 белый король · a3 чёрный конь · f3 белый конь · g3 белая ладья · a2 чёрная ладья · e2 чёрная пешка · g2 белая пешка · h2 чёрный конь · b1 чёрный ферзь | d7 белый ферзь · f7 чёрная пешка · g7 чёрная пешка · h7 белый слон · b6 чёрный слон · c6 белая ладья · f6 белая пешка · g6 белый конь · h6 чёрная пешка · b5 чёрная ладья · e5 чёрная пешка · e4 чёрный король · f4 белый слон · h4 белый король · a3 чёрный конь · f3 белый конь · g3 белая ладья · a2 чёрная ладья · e2 чёрная пешка · g2 белая пешка · h2 чёрный конь · b1 чёрный ферзь | d7 белый ферзь · f7 чёрная пешка · g7 чёрная пешка · h7 белый слон · b6 чёрный слон · c6 белая ладья · f6 белая пешка · g6 белый конь · h6 чёрная пешка · b5 чёрная ладья · e5 чёрная пешка · e4 чёрный король · f4 белый слон · h4 белый король · a3 чёрный конь · f3 белый конь · g3 белая ладья · a2 чёрная ладья · e2 чёрная пешка · g2 белая пешка · h2 чёрный конь · b1 чёрный ферзь | d7 белый ферзь · f7 чёрная пешка · g7 чёрная пешка · h7 белый слон · b6 чёрный слон · c6 белая ладья · f6 белая пешка · g6 белый конь · h6 чёрная пешка · b5 чёрная ладья · e5 чёрная пешка · e4 чёрный король · f4 белый слон · h4 белый король · a3 чёрный конь · f3 белый конь · g3 белая ладья · a2 чёрная ладья · e2 чёрная пешка · g2 белая пешка · h2 чёрный конь · b1 чёрный ферзь | 6 |
| 5 | d7 белый ферзь · f7 чёрная пешка · g7 чёрная пешка · h7 белый слон · b6 чёрный слон · c6 белая ладья · f6 белая пешка · g6 белый конь · h6 чёрная пешка · b5 чёрная ладья · e5 чёрная пешка · e4 чёрный король · f4 белый слон · h4 белый король · a3 чёрный конь · f3 белый конь · g3 белая ладья · a2 чёрная ладья · e2 чёрная пешка · g2 белая пешка · h2 чёрный конь · b1 чёрный ферзь | d7 белый ферзь · f7 чёрная пешка · g7 чёрная пешка · h7 белый слон · b6 чёрный слон · c6 белая ладья · f6 белая пешка · g6 белый конь · h6 чёрная пешка · b5 чёрная ладья · e5 чёрная пешка · e4 чёрный король · f4 белый слон · h4 белый король · a3 чёрный конь · f3 белый конь · g3 белая ладья · a2 чёрная ладья · e2 чёрная пешка · g2 белая пешка · h2 чёрный конь · b1 чёрный ферзь | d7 белый ферзь · f7 чёрная пешка · g7 чёрная пешка · h7 белый слон · b6 чёрный слон · c6 белая ладья · f6 белая пешка · g6 белый конь · h6 чёрная пешка · b5 чёрная ладья · e5 чёрная пешка · e4 чёрный король · f4 белый слон · h4 белый король · a3 чёрный конь · f3 белый конь · g3 белая ладья · a2 чёрная ладья · e2 чёрная пешка · g2 белая пешка · h2 чёрный конь · b1 чёрный ферзь | d7 белый ферзь · f7 чёрная пешка · g7 чёрная пешка · h7 белый слон · b6 чёрный слон · c6 белая ладья · f6 белая пешка · g6 белый конь · h6 чёрная пешка · b5 чёрная ладья · e5 чёрная пешка · e4 чёрный король · f4 белый слон · h4 белый король · a3 чёрный конь · f3 белый конь · g3 белая ладья · a2 чёрная ладья · e2 чёрная пешка · g2 белая пешка · h2 чёрный конь · b1 чёрный ферзь | d7 белый ферзь · f7 чёрная пешка · g7 чёрная пешка · h7 белый слон · b6 чёрный слон · c6 белая ладья · f6 белая пешка · g6 белый конь · h6 чёрная пешка · b5 чёрная ладья · e5 чёрная пешка · e4 чёрный король · f4 белый слон · h4 белый король · a3 чёрный конь · f3 белый конь · g3 белая ладья · a2 чёрная ладья · e2 чёрная пешка · g2 белая пешка · h2 чёрный конь · b1 чёрный ферзь | d7 белый ферзь · f7 чёрная пешка · g7 чёрная пешка · h7 белый слон · b6 чёрный слон · c6 белая ладья · f6 белая пешка · g6 белый конь · h6 чёрная пешка · b5 чёрная ладья · e5 чёрная пешка · e4 чёрный король · f4 белый слон · h4 белый король · a3 чёрный конь · f3 белый конь · g3 белая ладья · a2 чёрная ладья · e2 чёрная пешка · g2 белая пешка · h2 чёрный конь · b1 чёрный ферзь | d7 белый ферзь · f7 чёрная пешка · g7 чёрная пешка · h7 белый слон · b6 чёрный слон · c6 белая ладья · f6 белая пешка · g6 белый конь · h6 чёрная пешка · b5 чёрная ладья · e5 чёрная пешка · e4 чёрный король · f4 белый слон · h4 белый король · a3 чёрный конь · f3 белый конь · g3 белая ладья · a2 чёрная ладья · e2 чёрная пешка · g2 белая пешка · h2 чёрный конь · b1 чёрный ферзь | d7 белый ферзь · f7 чёрная пешка · g7 чёрная пешка · h7 белый слон · b6 чёрный слон · c6 белая ладья · f6 белая пешка · g6 белый конь · h6 чёрная пешка · b5 чёрная ладья · e5 чёрная пешка · e4 чёрный король · f4 белый слон · h4 белый король · a3 чёрный конь · f3 белый конь · g3 белая ладья · a2 чёрная ладья · e2 чёрная пешка · g2 белая пешка · h2 чёрный конь · b1 чёрный ферзь | 5 |
| 4 | d7 белый ферзь · f7 чёрная пешка · g7 чёрная пешка · h7 белый слон · b6 чёрный слон · c6 белая ладья · f6 белая пешка · g6 белый конь · h6 чёрная пешка · b5 чёрная ладья · e5 чёрная пешка · e4 чёрный король · f4 белый слон · h4 белый король · a3 чёрный конь · f3 белый конь · g3 белая ладья · a2 чёрная ладья · e2 чёрная пешка · g2 белая пешка · h2 чёрный конь · b1 чёрный ферзь | d7 белый ферзь · f7 чёрная пешка · g7 чёрная пешка · h7 белый слон · b6 чёрный слон · c6 белая ладья · f6 белая пешка · g6 белый конь · h6 чёрная пешка · b5 чёрная ладья · e5 чёрная пешка · e4 чёрный король · f4 белый слон · h4 белый король · a3 чёрный конь · f3 белый конь · g3 белая ладья · a2 чёрная ладья · e2 чёрная пешка · g2 белая пешка · h2 чёрный конь · b1 чёрный ферзь | d7 белый ферзь · f7 чёрная пешка · g7 чёрная пешка · h7 белый слон · b6 чёрный слон · c6 белая ладья · f6 белая пешка · g6 белый конь · h6 чёрная пешка · b5 чёрная ладья · e5 чёрная пешка · e4 чёрный король · f4 белый слон · h4 белый король · a3 чёрный конь · f3 белый конь · g3 белая ладья · a2 чёрная ладья · e2 чёрная пешка · g2 белая пешка · h2 чёрный конь · b1 чёрный ферзь | d7 белый ферзь · f7 чёрная пешка · g7 чёрная пешка · h7 белый слон · b6 чёрный слон · c6 белая ладья · f6 белая пешка · g6 белый конь · h6 чёрная пешка · b5 чёрная ладья · e5 чёрная пешка · e4 чёрный король · f4 белый слон · h4 белый король · a3 чёрный конь · f3 белый конь · g3 белая ладья · a2 чёрная ладья · e2 чёрная пешка · g2 белая пешка · h2 чёрный конь · b1 чёрный ферзь | d7 белый ферзь · f7 чёрная пешка · g7 чёрная пешка · h7 белый слон · b6 чёрный слон · c6 белая ладья · f6 белая пешка · g6 белый конь · h6 чёрная пешка · b5 чёрная ладья · e5 чёрная пешка · e4 чёрный король · f4 белый слон · h4 белый король · a3 чёрный конь · f3 белый конь · g3 белая ладья · a2 чёрная ладья · e2 чёрная пешка · g2 белая пешка · h2 чёрный конь · b1 чёрный ферзь | d7 белый ферзь · f7 чёрная пешка · g7 чёрная пешка · h7 белый слон · b6 чёрный слон · c6 белая ладья · f6 белая пешка · g6 белый конь · h6 чёрная пешка · b5 чёрная ладья · e5 чёрная пешка · e4 чёрный король · f4 белый слон · h4 белый король · a3 чёрный конь · f3 белый конь · g3 белая ладья · a2 чёрная ладья · e2 чёрная пешка · g2 белая пешка · h2 чёрный конь · b1 чёрный ферзь | d7 белый ферзь · f7 чёрная пешка · g7 чёрная пешка · h7 белый слон · b6 чёрный слон · c6 белая ладья · f6 белая пешка · g6 белый конь · h6 чёрная пешка · b5 чёрная ладья · e5 чёрная пешка · e4 чёрный король · f4 белый слон · h4 белый король · a3 чёрный конь · f3 белый конь · g3 белая ладья · a2 чёрная ладья · e2 чёрная пешка · g2 белая пешка · h2 чёрный конь · b1 чёрный ферзь | d7 белый ферзь · f7 чёрная пешка · g7 чёрная пешка · h7 белый слон · b6 чёрный слон · c6 белая ладья · f6 белая пешка · g6 белый конь · h6 чёрная пешка · b5 чёрная ладья · e5 чёрная пешка · e4 чёрный король · f4 белый слон · h4 белый король · a3 чёрный конь · f3 белый конь · g3 белая ладья · a2 чёрная ладья · e2 чёрная пешка · g2 белая пешка · h2 чёрный конь · b1 чёрный ферзь | 4 |
| 3 | d7 белый ферзь · f7 чёрная пешка · g7 чёрная пешка · h7 белый слон · b6 чёрный слон · c6 белая ладья · f6 белая пешка · g6 белый конь · h6 чёрная пешка · b5 чёрная ладья · e5 чёрная пешка · e4 чёрный король · f4 белый слон · h4 белый король · a3 чёрный конь · f3 белый конь · g3 белая ладья · a2 чёрная ладья · e2 чёрная пешка · g2 белая пешка · h2 чёрный конь · b1 чёрный ферзь | d7 белый ферзь · f7 чёрная пешка · g7 чёрная пешка · h7 белый слон · b6 чёрный слон · c6 белая ладья · f6 белая пешка · g6 белый конь · h6 чёрная пешка · b5 чёрная ладья · e5 чёрная пешка · e4 чёрный король · f4 белый слон · h4 белый король · a3 чёрный конь · f3 белый конь · g3 белая ладья · a2 чёрная ладья · e2 чёрная пешка · g2 белая пешка · h2 чёрный конь · b1 чёрный ферзь | d7 белый ферзь · f7 чёрная пешка · g7 чёрная пешка · h7 белый слон · b6 чёрный слон · c6 белая ладья · f6 белая пешка · g6 белый конь · h6 чёрная пешка · b5 чёрная ладья · e5 чёрная пешка · e4 чёрный король · f4 белый слон · h4 белый король · a3 чёрный конь · f3 белый конь · g3 белая ладья · a2 чёрная ладья · e2 чёрная пешка · g2 белая пешка · h2 чёрный конь · b1 чёрный ферзь | d7 белый ферзь · f7 чёрная пешка · g7 чёрная пешка · h7 белый слон · b6 чёрный слон · c6 белая ладья · f6 белая пешка · g6 белый конь · h6 чёрная пешка · b5 чёрная ладья · e5 чёрная пешка · e4 чёрный король · f4 белый слон · h4 белый король · a3 чёрный конь · f3 белый конь · g3 белая ладья · a2 чёрная ладья · e2 чёрная пешка · g2 белая пешка · h2 чёрный конь · b1 чёрный ферзь | d7 белый ферзь · f7 чёрная пешка · g7 чёрная пешка · h7 белый слон · b6 чёрный слон · c6 белая ладья · f6 белая пешка · g6 белый конь · h6 чёрная пешка · b5 чёрная ладья · e5 чёрная пешка · e4 чёрный король · f4 белый слон · h4 белый король · a3 чёрный конь · f3 белый конь · g3 белая ладья · a2 чёрная ладья · e2 чёрная пешка · g2 белая пешка · h2 чёрный конь · b1 чёрный ферзь | d7 белый ферзь · f7 чёрная пешка · g7 чёрная пешка · h7 белый слон · b6 чёрный слон · c6 белая ладья · f6 белая пешка · g6 белый конь · h6 чёрная пешка · b5 чёрная ладья · e5 чёрная пешка · e4 чёрный король · f4 белый слон · h4 белый король · a3 чёрный конь · f3 белый конь · g3 белая ладья · a2 чёрная ладья · e2 чёрная пешка · g2 белая пешка · h2 чёрный конь · b1 чёрный ферзь | d7 белый ферзь · f7 чёрная пешка · g7 чёрная пешка · h7 белый слон · b6 чёрный слон · c6 белая ладья · f6 белая пешка · g6 белый конь · h6 чёрная пешка · b5 чёрная ладья · e5 чёрная пешка · e4 чёрный король · f4 белый слон · h4 белый король · a3 чёрный конь · f3 белый конь · g3 белая ладья · a2 чёрная ладья · e2 чёрная пешка · g2 белая пешка · h2 чёрный конь · b1 чёрный ферзь | d7 белый ферзь · f7 чёрная пешка · g7 чёрная пешка · h7 белый слон · b6 чёрный слон · c6 белая ладья · f6 белая пешка · g6 белый конь · h6 чёрная пешка · b5 чёрная ладья · e5 чёрная пешка · e4 чёрный король · f4 белый слон · h4 белый король · a3 чёрный конь · f3 белый конь · g3 белая ладья · a2 чёрная ладья · e2 чёрная пешка · g2 белая пешка · h2 чёрный конь · b1 чёрный ферзь | 3 |
| 2 | d7 белый ферзь · f7 чёрная пешка · g7 чёрная пешка · h7 белый слон · b6 чёрный слон · c6 белая ладья · f6 белая пешка · g6 белый конь · h6 чёрная пешка · b5 чёрная ладья · e5 чёрная пешка · e4 чёрный король · f4 белый слон · h4 белый король · a3 чёрный конь · f3 белый конь · g3 белая ладья · a2 чёрная ладья · e2 чёрная пешка · g2 белая пешка · h2 чёрный конь · b1 чёрный ферзь | d7 белый ферзь · f7 чёрная пешка · g7 чёрная пешка · h7 белый слон · b6 чёрный слон · c6 белая ладья · f6 белая пешка · g6 белый конь · h6 чёрная пешка · b5 чёрная ладья · e5 чёрная пешка · e4 чёрный король · f4 белый слон · h4 белый король · a3 чёрный конь · f3 белый конь · g3 белая ладья · a2 чёрная ладья · e2 чёрная пешка · g2 белая пешка · h2 чёрный конь · b1 чёрный ферзь | d7 белый ферзь · f7 чёрная пешка · g7 чёрная пешка · h7 белый слон · b6 чёрный слон · c6 белая ладья · f6 белая пешка · g6 белый конь · h6 чёрная пешка · b5 чёрная ладья · e5 чёрная пешка · e4 чёрный король · f4 белый слон · h4 белый король · a3 чёрный конь · f3 белый конь · g3 белая ладья · a2 чёрная ладья · e2 чёрная пешка · g2 белая пешка · h2 чёрный конь · b1 чёрный ферзь | d7 белый ферзь · f7 чёрная пешка · g7 чёрная пешка · h7 белый слон · b6 чёрный слон · c6 белая ладья · f6 белая пешка · g6 белый конь · h6 чёрная пешка · b5 чёрная ладья · e5 чёрная пешка · e4 чёрный король · f4 белый слон · h4 белый король · a3 чёрный конь · f3 белый конь · g3 белая ладья · a2 чёрная ладья · e2 чёрная пешка · g2 белая пешка · h2 чёрный конь · b1 чёрный ферзь | d7 белый ферзь · f7 чёрная пешка · g7 чёрная пешка · h7 белый слон · b6 чёрный слон · c6 белая ладья · f6 белая пешка · g6 белый конь · h6 чёрная пешка · b5 чёрная ладья · e5 чёрная пешка · e4 чёрный король · f4 белый слон · h4 белый король · a3 чёрный конь · f3 белый конь · g3 белая ладья · a2 чёрная ладья · e2 чёрная пешка · g2 белая пешка · h2 чёрный конь · b1 чёрный ферзь | d7 белый ферзь · f7 чёрная пешка · g7 чёрная пешка · h7 белый слон · b6 чёрный слон · c6 белая ладья · f6 белая пешка · g6 белый конь · h6 чёрная пешка · b5 чёрная ладья · e5 чёрная пешка · e4 чёрный король · f4 белый слон · h4 белый король · a3 чёрный конь · f3 белый конь · g3 белая ладья · a2 чёрная ладья · e2 чёрная пешка · g2 белая пешка · h2 чёрный конь · b1 чёрный ферзь | d7 белый ферзь · f7 чёрная пешка · g7 чёрная пешка · h7 белый слон · b6 чёрный слон · c6 белая ладья · f6 белая пешка · g6 белый конь · h6 чёрная пешка · b5 чёрная ладья · e5 чёрная пешка · e4 чёрный король · f4 белый слон · h4 белый король · a3 чёрный конь · f3 белый конь · g3 белая ладья · a2 чёрная ладья · e2 чёрная пешка · g2 белая пешка · h2 чёрный конь · b1 чёрный ферзь | d7 белый ферзь · f7 чёрная пешка · g7 чёрная пешка · h7 белый слон · b6 чёрный слон · c6 белая ладья · f6 белая пешка · g6 белый конь · h6 чёрная пешка · b5 чёрная ладья · e5 чёрная пешка · e4 чёрный король · f4 белый слон · h4 белый король · a3 чёрный конь · f3 белый конь · g3 белая ладья · a2 чёрная ладья · e2 чёрная пешка · g2 белая пешка · h2 чёрный конь · b1 чёрный ферзь | 2 |
| 1 | d7 белый ферзь · f7 чёрная пешка · g7 чёрная пешка · h7 белый слон · b6 чёрный слон · c6 белая ладья · f6 белая пешка · g6 белый конь · h6 чёрная пешка · b5 чёрная ладья · e5 чёрная пешка · e4 чёрный король · f4 белый слон · h4 белый король · a3 чёрный конь · f3 белый конь · g3 белая ладья · a2 чёрная ладья · e2 чёрная пешка · g2 белая пешка · h2 чёрный конь · b1 чёрный ферзь | d7 белый ферзь · f7 чёрная пешка · g7 чёрная пешка · h7 белый слон · b6 чёрный слон · c6 белая ладья · f6 белая пешка · g6 белый конь · h6 чёрная пешка · b5 чёрная ладья · e5 чёрная пешка · e4 чёрный король · f4 белый слон · h4 белый король · a3 чёрный конь · f3 белый конь · g3 белая ладья · a2 чёрная ладья · e2 чёрная пешка · g2 белая пешка · h2 чёрный конь · b1 чёрный ферзь | d7 белый ферзь · f7 чёрная пешка · g7 чёрная пешка · h7 белый слон · b6 чёрный слон · c6 белая ладья · f6 белая пешка · g6 белый конь · h6 чёрная пешка · b5 чёрная ладья · e5 чёрная пешка · e4 чёрный король · f4 белый слон · h4 белый король · a3 чёрный конь · f3 белый конь · g3 белая ладья · a2 чёрная ладья · e2 чёрная пешка · g2 белая пешка · h2 чёрный конь · b1 чёрный ферзь | d7 белый ферзь · f7 чёрная пешка · g7 чёрная пешка · h7 белый слон · b6 чёрный слон · c6 белая ладья · f6 белая пешка · g6 белый конь · h6 чёрная пешка · b5 чёрная ладья · e5 чёрная пешка · e4 чёрный король · f4 белый слон · h4 белый король · a3 чёрный конь · f3 белый конь · g3 белая ладья · a2 чёрная ладья · e2 чёрная пешка · g2 белая пешка · h2 чёрный конь · b1 чёрный ферзь | d7 белый ферзь · f7 чёрная пешка · g7 чёрная пешка · h7 белый слон · b6 чёрный слон · c6 белая ладья · f6 белая пешка · g6 белый конь · h6 чёрная пешка · b5 чёрная ладья · e5 чёрная пешка · e4 чёрный король · f4 белый слон · h4 белый король · a3 чёрный конь · f3 белый конь · g3 белая ладья · a2 чёрная ладья · e2 чёрная пешка · g2 белая пешка · h2 чёрный конь · b1 чёрный ферзь | d7 белый ферзь · f7 чёрная пешка · g7 чёрная пешка · h7 белый слон · b6 чёрный слон · c6 белая ладья · f6 белая пешка · g6 белый конь · h6 чёрная пешка · b5 чёрная ладья · e5 чёрная пешка · e4 чёрный король · f4 белый слон · h4 белый король · a3 чёрный конь · f3 белый конь · g3 белая ладья · a2 чёрная ладья · e2 чёрная пешка · g2 белая пешка · h2 чёрный конь · b1 чёрный ферзь | d7 белый ферзь · f7 чёрная пешка · g7 чёрная пешка · h7 белый слон · b6 чёрный слон · c6 белая ладья · f6 белая пешка · g6 белый конь · h6 чёрная пешка · b5 чёрная ладья · e5 чёрная пешка · e4 чёрный король · f4 белый слон · h4 белый король · a3 чёрный конь · f3 белый конь · g3 белая ладья · a2 чёрная ладья · e2 чёрная пешка · g2 белая пешка · h2 чёрный конь · b1 чёрный ферзь | d7 белый ферзь · f7 чёрная пешка · g7 чёрная пешка · h7 белый слон · b6 чёрный слон · c6 белая ладья · f6 белая пешка · g6 белый конь · h6 чёрная пешка · b5 чёрная ладья · e5 чёрная пешка · e4 чёрный король · f4 белый слон · h4 белый король · a3 чёрный конь · f3 белый конь · g3 белая ладья · a2 чёрная ладья · e2 чёрная пешка · g2 белая пешка · h2 чёрный конь · b1 чёрный ферзь | 1 |
|   | a | b | c | d | e | f | g | h |   |

1.Сg5! угроза 2.Фf5+ Кр:f5/Крd5 3.Кe7#
 
1...Лc5(Сd8) 2.Кd2+ Л:d2 3.Лe3#
 
1...Сc5(Лb4) 2.Кe7+ g6 3.Фd5#

1...Фb4 2.Кg:e5+ g6 3.Фd3#
Перекрытие Гримшоу.  